# Zui Quan
Zui Quan (chinesisch 醉拳, Pinyin Zuì Quán, Jyutping Zoei3 Kyun4, englisch Drunken Boxing – „betrunkene Faust[-Kampftechnik]“; sinngemäß etwa: „Kampfstil des betrunken Kämpfers“) ist ein Stil der traditionellen chinesischen Kampfkünste. Zui Quan ist seltener auch als Zuijiuquan (醉酒拳,  zhìjiǔquán) bekannt.

## Praxis
Zui Quan umfasst eine Reihe von Techniken und Formen sowie eine Kampfphilosophie, welche die Bewegungen eines Betrunkenen nachahmt.
Die Stellungen entstehen durch die Schwungkraft und das Gewicht des Kämpfers. Die Nachahmung entsteht in der Regel durch Taumeln und eine bestimmte Art von fließenden Bewegungen. Zui Quan wird aufgrund des Bedarfs an kraftvollen Gelenken und Fingern als einer der schwerer zu erlernenden Wushu-Stile eingestuft.
Obwohl in Literatur und Film Ausübende des Zui Quan oft als tatsächlich betrunken dargestellt werden, sind diese Techniken höchst akrobatisch und geschickt und benötigen ein hohes Ausmaß an Balance und Koordination. Sollte eine tatsächlich betrunkene Person diesen Kampfstil ausführen, würde sie sich wahrscheinlich verletzen. Ebenfalls falsch ist dementsprechend die oft vorkommende Annahmen, man müsse betrunken sein, um den Stil richtig ausführen zu können.

## Zui Quan innerhalb der chinesischen Kampfkünste
Viele traditionelle chinesische Kampfkünste benutzen diese Techniken und Kampfphilosophie. Zum Beispiel:
- Einige Arten von Chai Li Fo enthalten „betrunkene“ Stile. Die betrunkenen Techniken von Chai Li Fo sind Finten, explosive Kraftentfaltung, taumelnde Bewegungen und andere verschiedene Ablenkungstechniken.[3][4]
- Affen-Kung-Fu enthält eine Abwandlung des Affenstils namens „Betrunkener Affe“. Diese Abwandlung enthält Angriffe gegen Hals, Augen und Unterleib sowie Taumel- und Falltechniken. Es schließt ebenfalls eine Menge an Fehltritten ein, um den Anschein der Schutzlosigkeit zu erzeugen, und benutzt viele unausgewogene Schläge. Der Kämpfer watschelt, macht schwankende Schritte und fällt manchmal auf den Boden, wo er bäuchlings liegt und auf den Gegner wartet. Wenn der Gegner ihm dann zu nahe kommt, startet er einen niederschmetternden Angriff auf die Knie und Leistengegend des Gegners.
- Modernes Wushu enthält einige als „betrunkene Arten“ bekannte Aufführarten. Diese haben allerdings keine Verbindung zu den betrunkenen Arten aus den traditionellen chinesischen Kampfkünsten.[2]

## Zui Quan in gemischten und nicht-chinesischen Stilen
Shaolin-Do lehrt betrunkene Arten ab der ersten Stufe des Schwarzen Gürtels.

## In den Medien
Zui Quan wurde erst nach der Premiere des Films Drunken Master 1978 außerhalb von China bekannt. Die sagenumwobene Art und Ausführung der Betrunkenen Faust wird in vielen Büchern, Filmen, Comicheften, Fernsehshows und Anime erwähnt.